# Hypsugo dolichodon
Hypsugo dolichodon (Görföl, Csorba, Eger, Truong-Son & Francis, 2014) è un pipistrello della famiglia dei Vespertilionidi diffuso in Indocina.

## Descrizione

### Dimensioni
Pipistrello di piccole dimensioni, con la lunghezza dell'avambraccio tra 35,2 e 38,4 mm, la lunghezza del piede tra 5,9 e 7 mm.

### Aspetto
Le parti dorsali sono bruno-nerastre con la punta dei peli più chiara, mentre le parti ventrali sono biancastre con la base dei peli bruno-nerastra. Le orecchie sono relativamente corte e larghe, con l'estremità arrotondata ed un trago squadrato. Le membrane alari sono nere. La lunga coda è inclusa completamente nell'ampio uropatagio. Il calcar è lungo, sottile e fornito di un lobo di rinforzo allungato. Si differenzia dalle altre specie del genere dai canini insolitamente allungati.

## Biologia

### Alimentazione
Si nutre di insetti.

## Distribuzione e habitat
Questa specie è presente nella provincia laotiana meridionale di Attapeu e nel Parco nazionale di Cat Tien, nel Vietnam meridionale.

## Conservazione
Questa specie, essendo stata scoperta solo recentemente, non è stata sottoposta ancora a nessun criterio di conservazione.